# 미들베리 칼리지
미들베리 칼리지(영어: Middlebury College)는 버몬트주 미들베리에 있는 사립 리버럴 아츠 칼리지이다. 1800년 미국의 회중 교회에서 세웠으며, 버몬트주에서 가장 오래된 대학 및 칼리지이다. 약 2,500명의 학부생들이 다니고 있으며 인문학과 예술, 문학, 외국어, 사회과학, 자연과학 분야에 44개의 전공 과정이 있다.
미국에서 처음으로 흑인에게 학사 학위를 준 고등 교육 기관으로 1823년에 흑인 정치인이자 교육자 알렉산더 트와일라이트가 졸업했다. 또한 미들베리 칼리지는 1883년에 뉴잉글랜드의 남자 리버럴 아츠 칼리지 가운데 최초로 혼성교육을 도입했으며 1886년에 여학생인 메이 벨 첼리스가 수석으로 졸업했다. 2021년 《U.S. 뉴스 & 월드 리포트》는 미들베리 칼리지를 미국의 리버럴 아츠 칼리지 가운데 9위로 뽑았다. 외국어와 정치학, 경제학 교육을 중요시하는 대학원 과정이 널리 알려져 있다.

## 역사
미들베리 칼리지는 1800년 11월 1일 설립 인가를 받았으며, 전신은 1797년에 세워진 애디슨 군 중등학교(Addison County Grammar School)였다. 설립 인가를 받고 며칠 뒤 초대 총장 제러마이아 앳워터가 수업을 시작해 버몬트주의 첫 대학 및 칼리지가 됐다. 미들베리 칼리지는 미국의 회중 교회와 느슨한 연계 관계를 맺고 있었으나 종교적인 교육 기관은 아니었다. 1823년 미국에서 흑인으로는 최초로 알렉산더 트와일라이트가 졸업했으며, 이후 1836년에 버몬트주 하원 의원으로 뽑혀 최초로 선거로 뽑힌 아프리카계 미국인이 됐다. 1883년 이사회는 학교 문을 여성에게도 열기로 결정해 뉴잉글랜드의 남자 리버럴 아츠 칼리지 가운데 처음으로 혼성교육을 시작했다. 1886년에 메이 벨 첼리스가 최초의 여자 졸업생이 됐다.
1900년에 100주년을 맞았을 때 보자르 양식의 도서관을 새로 지었으며, 학생 숫자가 많아지자 새 건물과 체육관, 실험실 등을 지었다. 1915년 당시 총장 존 마틴 토머스의 감독 아래 미들베리 칼리지 외국어 학교에서 외국어를 가르치기 시작했으며, 오늘날에도 여름동안 약 1,350명의 학생들이 외국어 학교에서 독일어와 러시아어, 스페인어, 아랍어, 이탈리아어, 일본어, 중국어, 포르투갈어, 프랑스어, 한국어, 히브리어를 가르친다. 1921년부터 1962년까지 미국의 시인 로버트 프로스트가 거의 매년 여름마다 미들베리 칼리지에서 시를 가르쳤다.
2004년 5월 한 익명의 기부자가 미들베리 칼리지에 미들베리 칼리지의 역사에서 가장 큰 기부금인 5천만 달러를 기부했고, 기부자는 단지 새로 지어지는 과학관인 200주년 기념관의 이름을 퇴임하는 총장인 존 매카델 주니어의 이름에서 따올 것을 요청했다. 2014년 7월 기준으로 미들베리 칼리지의 기부금은 대략 10억 달러를 기록하고 있다.

## 교육

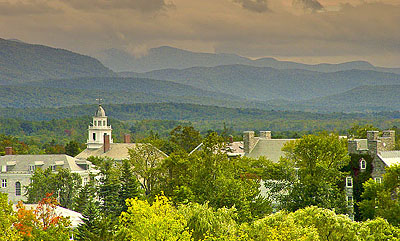
미들베리 칼리지 올드 채플

미들베리 칼리지는 40개의 전공이 있고, 1965년에 미국에서 처음으로 환경학 전공을 개설했다. 경제학과 국제학, 영어학 및 영문학, 정치학, 심리학, 환경학 전공에서 많은 졸업생들을 내보내고 있다. 약 30%의 학생들이 복수전공을 하고 있으며, 또다른 30%의 학생들은 학제간 전공을 하고 있다. 가을 학기와 봄 학기의 중간인 1월에 '겨울 학기', '1월 학기' 또는 'J 학기'라고 불리는 학기를 추가적으로 편성해 학생들이 전문 과정 수업을 듣거나, 독립 연구를 하거나 인턴제에 참여하도록 하고 있다.
미들베리 칼리지 외국어 학교는 1915년 독일어 학교로 시작했으며 매년 여름에 약 1,350명의 학생들에게 6주 또는 7주, 8주동안 집중적으로 독일어와 러시아어, 스페인어, 아랍어, 이탈리아어, 일본어, 중국어, 포르투갈어, 프랑스어, 한국어, 히브리어 등을 가르친다.
카네기 교육진흥재단은 미들베리 칼리지의 입학 절차를 '가장 선별적'이라고 평가했고, 2025년 졸업예정으로 입학하는 신입생(Class of 2025)의 경우 11,908명의 학생들이 지원했으며 1,446명이 합격해 15.7%의 합격률을 기록했다. 2021년 《U.S. 뉴스 & 월드 리포트》도 미들베리 칼리지의 입학 절차를 '가장 선별적'이라고 평가했고, 2021년 미국의 리버럴 아츠 칼리지 순위에서 9위로 뽑았다. 2021년 미국 경제주간지 《포브스》가 내놓는 미국 대학 순위에서는 44위를 기록했고, 2004년 《월스트리트 저널》에서 조사한 미국 내 의과대학, 법학전문대학원, 경영대학원 진학 순위에선 23위를 기록했다.